# 37 км
37 км — казарма (сельский населённый пункт) в Амурском районе Хабаровского края России. Входит в состав Литовского сельского поселения.

## География
Населённый пункт находится в южной части Хабаровского края, в пределах Среднеамурской низменности, при остановочном пункте 37 километр железнодорожной линии Волочаевка II — Комсомольск-на-Амуре между посёлками станции Джармен и Партизанские Сопки.

## История
Поселение железнодорожников появилось при строительстве железной дороги.

## Население
| 2002 | 2010 | 2011 | 2012 | 2021 |
| ---- | ---- | ---- | ---- | ---- |
| 25   | ↘2   | →2   | ↘1   | ↗2   |

## Инфраструктура
Путевое хозяйство.